# День святого Саввы
День святого Саввы (серб. Савиндан) — праздник Сербской Православной Церкви, отмечаемый 27 января (14 января по старому календарю) в честь святого Саввы, принца династии Неманичей, сербского просветителя и первого сербского архиепископа.
Праздник святого Саввы является одним из крупнейших храмовых и семейных праздников у сербского народа. Он провозглашён школьной славой.

## Происхождение праздника
В этот день святой Савва скончался, и церковь постановила отмечать этот день как память о его жизни и деяниях. Святой Савва почил 14 января 1236 года в Трново, Болгария.
Процветания культ святого Саввы достиг после создания нового сербского государства. В начале девятнадцатого века был написан знаменитый гимн святому Савве, а по закону 1840 года его праздник стал всеобщей школьной славой в Сербии.

## Народные обычаи и символика
Многие сербские народные традиции вокруг дня святого Саввы связаны со скотом и страхом перед волками. Перед Савинданом нельзя было вести стада через лес, потому что на них могли напасть волки, и это было бы губительно для животных. Таким образом проявлялась человеческая боязнь по отношению к диким зверям.
Также в этот день нельзя было иметь дело с острыми предметами. Лезвия не следовало оставлять неприкрытыми, так как они символизировали волчьи челюсти.
Чтобы умилостивить святого, дабы он не посылал волков нападать на скот, во многих районах Сербии этот праздник отмечали очень торжественно и постились в течение семи дней до него.
Есть много сербских народных верований о Савиндане, в том числе считалось, что если в этот день гремит гром, то в стране произойдут какие-либо важные события.

## Праздник святого Саввы
День святого Саввы был провозглашён в качестве школьной славы по решению Совета Княжества Сербского 2 января 1840 года по предложению Атанасия Николича, ректора Лицея из Крагуевца.
В Черногории этот праздник начали отмечать в 1856 году во время правления князя Данило I. В Боснии и Герцеговине — в 1878 году. Праздник отмечался как школьная слава до 1945 года, когда он был отменен решением властей. После падения коммунистического режима заново начали прославлять святого Савву как школьного патрона.
Самой известной праздничной песней является гимн святому Савве.